# Diplusodon floribundus
Diplusodon floribundus är en fackelblomsväxtart som beskrevs av Johann Baptist Emanuel Pohl. Diplusodon floribundus ingår i släktet Diplusodon och familjen fackelblomsväxter. Inga underarter finns listade i Catalogue of Life.

## Bildgalleri

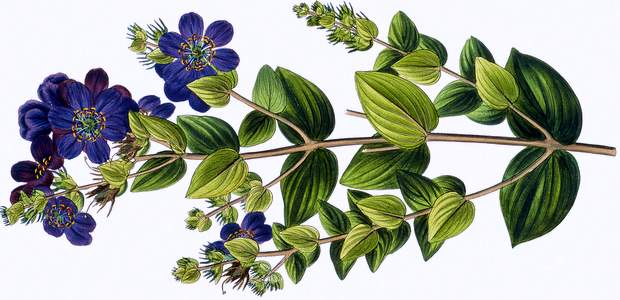
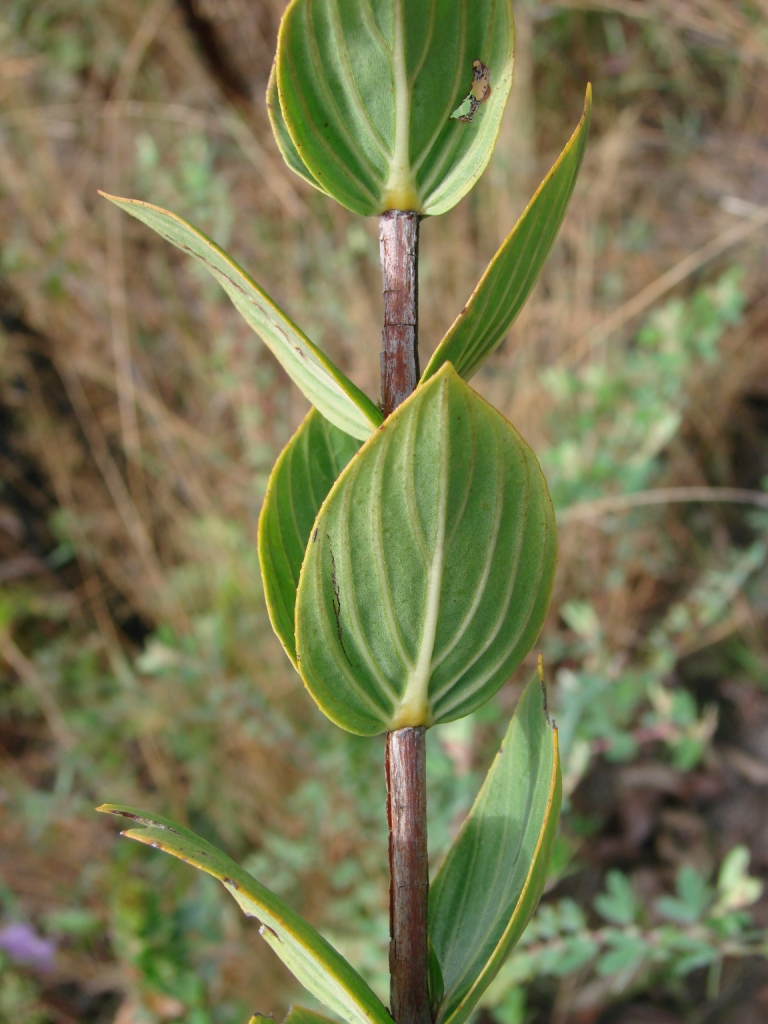
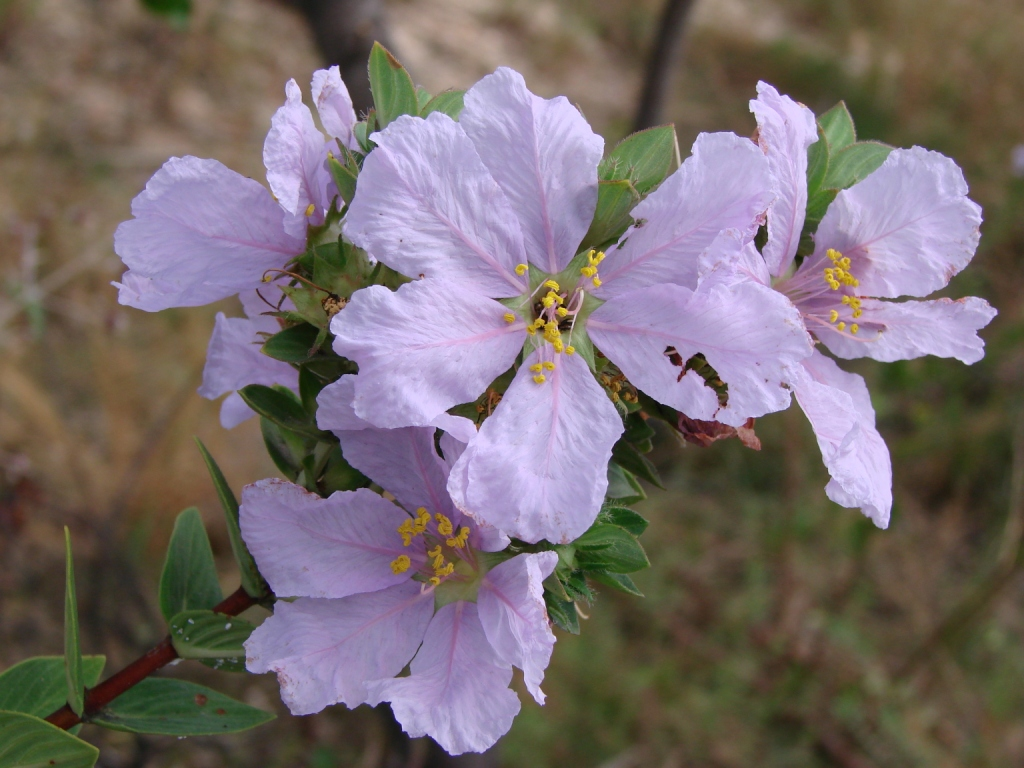
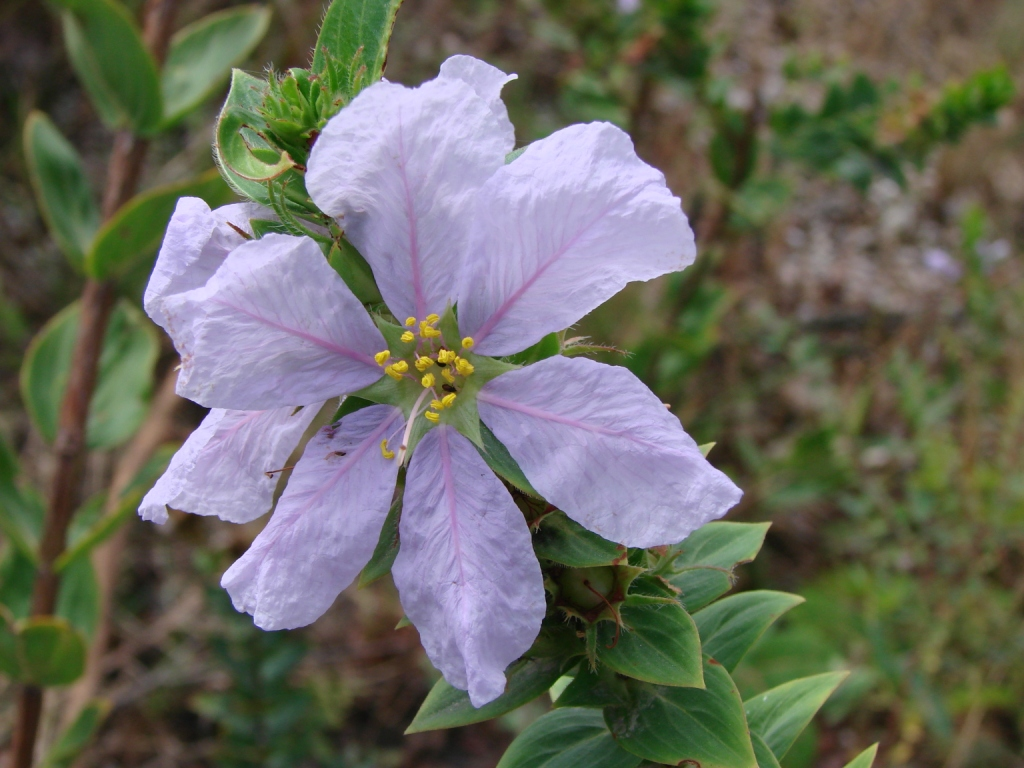